# HRH4
HRH4 (англ. Histamine receptor H4) – білок, який кодується однойменним геном, розташованим у людей на короткому плечі 18-ї хромосоми. Довжина поліпептидного ланцюга білка становить 390 амінокислот, а молекулярна маса — 44 496.
| 10         |  | 20         |  | 30         |  | 40         |  | 50         |
| ---------- |  | ---------- |  | ---------- |  | ---------- |  | ---------- |
| MPDTNSTINL |  | SLSTRVTLAF |  | FMSLVAFAIM |  | LGNALVILAF |  | VVDKNLRHRS |
| SYFFLNLAIS |  | DFFVGVISIP |  | LYIPHTLFEW |  | DFGKEICVFW |  | LTTDYLLCTA |
| SVYNIVLISY |  | DRYLSVSNAV |  | SYRTQHTGVL |  | KIVTLMVAVW |  | VLAFLVNGPM |
| ILVSESWKDE |  | GSECEPGFFS |  | EWYILAITSF |  | LEFVIPVILV |  | AYFNMNIYWS |
| LWKRDHLSRC |  | QSHPGLTAVS |  | SNICGHSFRG |  | RLSSRRSLSA |  | STEVPASFHS |
| ERQRRKSSLM |  | FSSRTKMNSN |  | TIASKMGSFS |  | QSDSVALHQR |  | EHVELLRARR |
| LAKSLAILLG |  | VFAVCWAPYS |  | LFTIVLSFYS |  | SATGPKSVWY |  | RIAFWLQWFN |
| SFVNPLLYPL |  | CHKRFQKAFL |  | KIFCIKKQPL |  | PSQHSRSVSS |  |            |

A: Аланін

C: Цистеїн

D: Аспарагінова кислота

E: Глутамінова кислота

F: Фенілаланін

G: Гліцин

H: Гістидин

I: Ізолейцин

K: Лізин

L: Лейцин

M: Метіонін

N: Аспарагін

P: Пролін

Q: Глутамін

R: Аргінін

S: Серин

T: Треонін

V: Валін

W: Триптофан

Кодований геном білок за функціями належить до рецепторів, g-білокспряжених рецепторів, білків внутрішньоклітинного сигналінгу. 
Задіяний у такому біологічному процесі, як альтернативний сплайсинг. 
Локалізований у клітинній мембрані, мембрані.